# Flavacourt
Flavacourt é uma comuna francesa na região administrativa de Altos da França, no departamento de Oise. Estende-se por uma área de 18,51 km². Em 2010 a comuna tinha 682 habitantes (densidade: 36,8 hab./km²).